# Амено
Амѐно (на италиански: Ameno, на местен диалект: Amén, Амен) е село и община в Северна Италия, провинция Новара, регион Пиемонт. Разположено е на 530 m надморска височина. Населението на общината е 874 души (към 2011 г.).